# Melinda Clarke
Melinda Clarke (ur. 24 kwietnia 1969 w Dana Point w stanie Kalifornia) – amerykańska aktorka znana zarówno z telewizji jak i produkcji niezależnych.

## Filmografia
- Pamiętniki wampirów (od 2009) (serial TV)
- Życie na fali (od 2003) (serial TV)
- Animatrix: „Zniewolony” (2003) (głos)
- Firefly (2002) (serial TV)
- Rodzina w potrzasku (2002)
- Czarodziejki (2002) (serial TV)
- Star Trek: Enterprise (2001) (serial TV)
- CSI: Kryminalne zagadki Las Vegas (2001) (serial TV)
- Najemnicy (1997) (serial TV)
- Spawn (1997)
- Xena: Wojownicza księżniczka (1997) (serial TV)
- Powrót żywych trupów III (1993)
- Young Goodman Brown (1993)
- Dni naszego życia (1965) (serial TV) (1989–1990)